# Société des ateliers mécaniques de Pont-sur-Sambre
La Société des ateliers mécaniques de Pont-sur-Sambre (SAMP) était, jusqu'en octobre 2011, l'unique société du complexe militaro-industriel français produisant des bombes pour avions pour l'Armée de l'air, l'Aéronavale s'approvisionnant en outre chez MBDA. 
Elle a été mise en liquidation judiciaire le 15 mai 2017. 

## Caractéristiques
Cette PME du Nord-Pas-de-Calais créée en 1947 ou 1958 a employé, au 21 décembre 2009 trente salariés, dont 60 % dans la recherche et développement, après la création de huit postes dans l'année. En 2011, à la suite de l'arrêt de la production de corps de bombe, un total de treize postes sont supprimés.
Elle dispose, en 2010, d'une usine pouvant produire 800 corps de bombes par an à Pont-sur-Sambre, d'un centre d'études au 32, rue Gambetta à Aulnoye-Aymeries et d'un bureau à Paris.

## Éléments financiers
Son chiffre d'affaires est cyclique dépendant des commandes et des subsides de l'État.
| Exercices clos le | Chiffre d'affaires | E.B.E.        | Résultat net  |
| ----------------- | ------------------ | ------------- | ------------- |
| 31/12/2006        | 748 053 €          | 92,84 %       | - 113 806 €   |
| 31/12/2007        | 23 785 €           | - 1 183,29 %  | 51 409 €      |
| 31/12/2008        | 21 188 €           | - 939,69 %    | - 167 044 €   |
| 31/12/2009        | 2 066 529 €        | - 400 000 €   | - 806 069 €   |
| 31/12/2010        | 3 339 556 €        | - 59 000 €    | - 340 026 €   |
| 31/12/2011        | 186 900 €          | - 148 900 €   | - 1 412 800 € |
| 31/12/2012        | 1 269 200 €        | - 1 106 700 € | - 892 400 €   |

## Production
Elle peut construire des corps de bombes de 50 à 500 kg en aciers spéciaux dont actuellement les Mk81 (125 kg), Mk82 (250 kg) et Mk83 (460 kg) de conception américaine et conçoit des munitions dont, dans les années 1990, la gamme de bombes lisses de 250 kg EU2 d'une valeur unitaire de 200 000 franc français - utilisé entre autres par les Super-Étendard de l'aviation navale durant la guerre du Kosovo - et, depuis les années 2000, les bombes pénétrantes P250. 
Après leur usinage, c'est la société Eurenco, du groupe Société nationale des poudres et des explosifs (aujourd'hui Nexter), qui les remplit d'explosifs. Puis les kits de guidages sont ajoutés pour en faire des armes de précision tels les armements air-sol modulaire.
Elle n'a pas reçu de commandes entre 2004 et 2009, mais le 5 décembre 2008 des crédits 500 000 euros pour poursuivre des recherches sur la nouvelle bombe pénétrante P250 et en 2009, un contrat pour un programme d'études amont « amélioration des charges air/sol », d'une durée de trois ans et de 3 millions d'euros.
Dans le cadre du plan de relance économique de la France de 2008-2009, l'entreprise a reçu, en 2009, 8 millions d'euros du ministère français de la Défense pour l'achat de 1 200 bombes Mk82 de 250 kg et le financement d'un contrat d'études pour le développement de nouvelles munitions.
En octobre 2011, elle a mis fin à ses activités, faute de commandes notifiées cette année par la direction générale de l'Armement et de moyens nécessaires à la poursuite de ses travaux de recherche technologique,. Il lui reste, janvier 2016, environ 900 corps de bombes en stock.
En octobre 2019, une autre entreprise française, Rafaut (devenue Aresia), reprend la production de bombes pour avions,.